# Jean Meslier
(Jean Meslier, Il testamento)
Jean Meslier (Mazerny, 15 giugno 1664 – Étrépigny, 30 giugno 1729) è stato un filosofo e presbitero francese, curato in un piccolo paese di campagna, ma precursore dell'illuminismo radicale, materialista e ateo ed anche anticipatore di alcune tematiche socialiste.
La vita di Meslier fu priva di eventi particolari, ma egli divenne improvvisamente noto dopo la morte, avvenuta nel 1729, per l'apertura del suo testamento intellettuale in cui (leggendo dal lungo titolo dello stesso) «si dimostrano in modo chiaro ed evidente le vanità e le falsità di tutte le divinità e di tutte le religioni del mondo».
Inoltre, nel suo testamento spirituale, il sacerdote chiedeva scusa ai propri fedeli per quanto di falso aveva predicato in tutta la vita, per aver mentito, per eccessiva prudenza e timore, nell'esercizio di una professione di prete non consona alle sue convinzioni filosofiche, mostrandosi particolarmente indignato per il potere temporale della Chiesa e la superstizione che secondo lui ha propagato nei secoli per poter mantenere questo potere tramite la paura.
Repubblicano, proto-anarcocomunista, il suo nome fu inciso tra quelli degli ispiratori e fondatori del socialismo, su una lapide fuori dalle mura del Cremlino e su un obelisco nei giardini di Alessandro di Mosca. Egli è stato infatti considerato tra i primi pensatori a porre le basi del comunismo sociologico, della comunione dei beni e della distribuzione del reddito in base ai bisogni.

## Biografia
Jean Meslier (o Mellier) nasce nel 1664 a Mazerny da una famiglia di mercanti. Studia nella scuola parrocchiale locale. La famiglia lo manda poi, a 20 anni, in seminario a Reims, su suggerimento del parroco. Il giovane Meslier aveva probabilmente già sviluppato il suo ateismo all'epoca degli studi e non aveva dunque alcuna vocazione ma, in base al carattere tranquillo, accetta di buon grado di essere avviato alla carriera ecclesiastica. Forse frequenta brevemente gli ambienti del giansenismo, per poi abbandonare definitivamente la fede. Non erano rari i materialisti, sotto mentite spoglie, nel clero francese: basti pensare a Pierre Gassendi il secolo precedente, o, successivamente, all'illuminista Étienne Bonnot de Condillac, ma fino ad allora nessuno aveva avuto l'impatto dirompente che avrà Meslier.

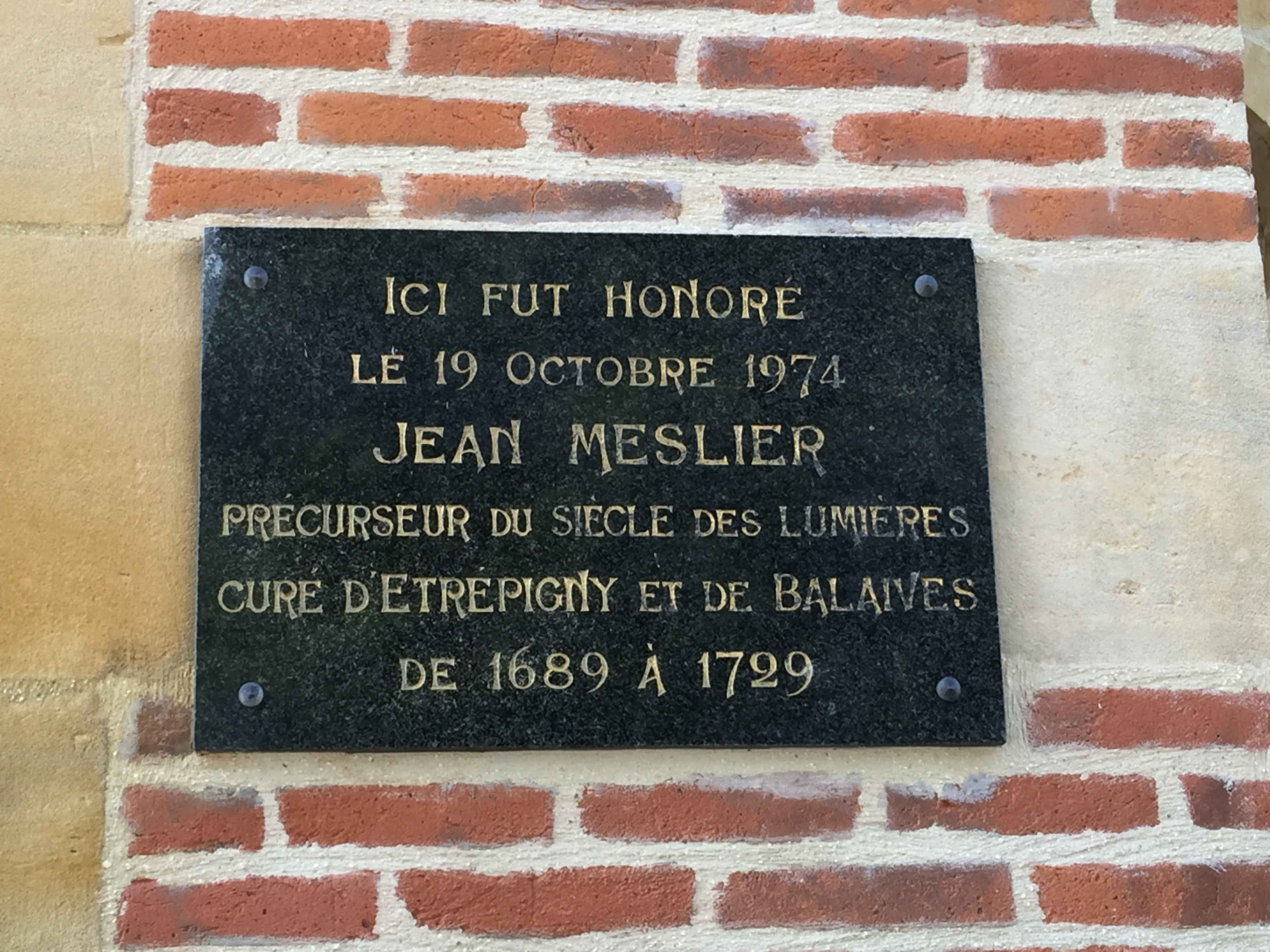
Placca commemorativa di Meslier sul municipio di Étrepigny, apposta nel 1974

Nel 1689, a 25 anni, è ordinato sacerdote e nominato curato presso le parrocchie di Étrépigny e Balaives-et-Butz, nelle Ardenne (Champagne-Ardenne), dove rimarrà tutta la vita, trascorsa senza eventi importanti. Solamente due episodi di rilievo restano agli annali della sua esistenza, riportati da Voltaire nelle Lettres à S.A. le Prince de *** sur Rabelais, etc.: alcuni parrocchiani lo criticano, appena arrivato, per aver assunto una perpetua di soli 18 anni, contro i 40 minimi previsti dal diritto canonico e i 50 dell'uso comune; l'arcivescovo Charles-Maurice Le Tellier interviene, ma Meslier non allontana la ragazza, facendola passare per sua cugina o per una sua familiare (come già precedentemente aveva avuto), aggirando la norma. L'arcivescovo annota che Meslier è secondo lui «ignorante, presuntuoso, molto caparbio e ostinato; un arricchito che, poiché possiede molto denaro, neglige la chiesa. Egli interferisce in cose che non comprende ed è irremovibile nelle sue opinioni una volta formate. Interessatissimo ai propri affari privati, è infinitamente negligente ed ha una tendenza esteriore molto marcata al giansenismo. La sua chiesa è in condizioni pietose».
Il secondo episodio accade nel 1716: è un litigio con un nobile locale, Antoine de Touly, signorotto di Étrépigny, che Meslier considera uno spietato sfruttatore dei poveri e dei braccianti del luogo. L'arcivescovo di Arles e Reims, monsignor De Mailly, criticò ancora la manutenzione della chiesa e la scelta di posizionare alcuni banchi nello spazio riservato al signore del villaggio; il prete avrebbe anche distribuito gratuitamente ai bambini le particole non ancora consacrate, e attaccato il nobile in alcune omelie. De Touly, ritenendosi offeso dai rimproveri del prete, prima disturbò le omelie, poi chiese l'intervento dell'arcivescovo, che commina a Meslier una sanzione leggera (un mese di ritiro e penitenza nel seminario di Reims), ma non lo rimuove dall'incarico, ma gli chiede di nuovo di allontanare la perpetua.
Nel 1724 Meslier comincia a lavorare al testamento: ne redigerà tre copie manoscritte, che affiderà al suo successore. Meslier morì nel 1729, probabilmente il 29 o il 30 giugno, a 65 anni, e venne sepolto nel parco del castello locale, ben prima dello scoppio dello scandalo dovuto al testamento.

## Il testamento

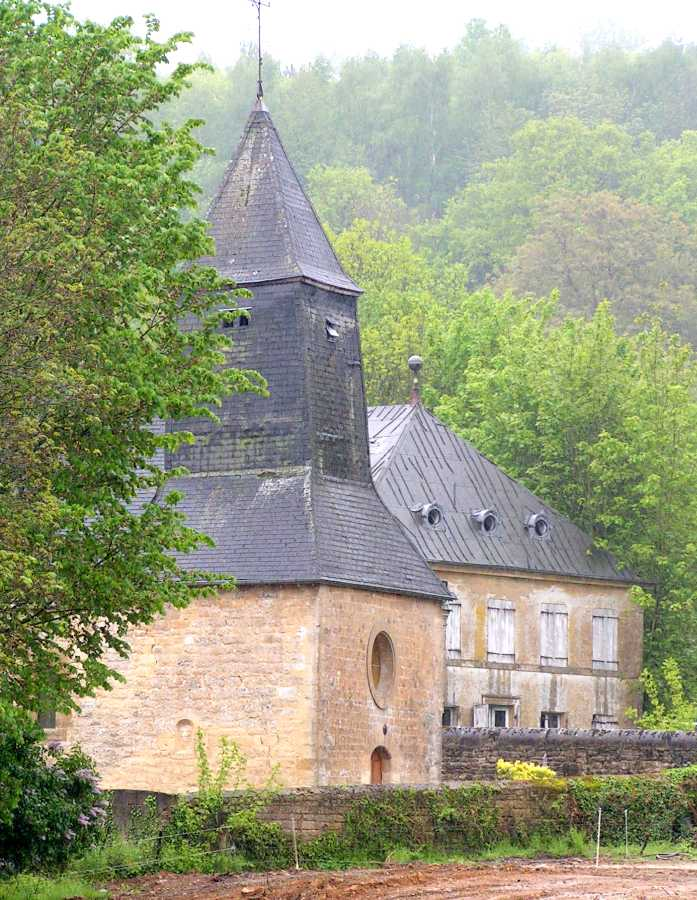
La piccola chiesa di Étrépigny, dove Jean Meslier officiò dal 1689 al 1729.

All'apertura del testamento, il curato che succedette a Meslier (tale padre Guillotin), sconcertato, lo leggerà agli altri parroci della zona (allegate al testamento vi erano due lettere; un appello ai parroci vicini e uno al successore: «non so che cosa penserete di me né come mi giudicherete sul perché mi sia messo tale idea in testa e sul proponimento di realizzarla. Probabilmente giudicherete questo mio lavoro come un atto di follia e di temerarietà»). Il vicario dell'arcivescovo, costretto dallo scandalo, di cui la corte del re Luigi XV e gli ambienti culturali erano venuti a conoscenza, lo consegnerà agli uffici giudiziari. L'autorità li conserverà, essendo un documento giuridico contenente le ultime volontà di un defunto, impedendo così il rogo del libro, fino a che uno di questi manoscritti, che nelle intenzioni della Chiesa avrebbero dovuto essere occultati, fu copiato clandestinamente e diffuso in diverse copie, vendute ad alto prezzo a nobili e borghesi interessati. Intorno al 1733 una di queste costose copie finì nelle mani di Voltaire, che nel 1762 ne pubblicherà alcuni estratti, eliminando le parti atee e aggiungendo riferimenti deisti in mezzo al testamento anticlericale e anticattolico. Seguiranno pubblicazioni complete dell'intero testo, di ben 1200 pagine nella prima stampa. Il re di Prussia Federico II ne acquistò una copia nel 1748. Quando l'autorità ne ordina la distruzione (1775), il testo è ormai diffuso ovunque in maniera clandestina.
Il titolo completo del testamento di Jean Meslier è: Memoria dei pensieri e delle opinioni di Jean Meslier, prete, curato di Étrépigny e di Balaives, su una parte degli errori e degli abusi del comportamento e del governo degli uomini da cui si dimostrano in modo chiaro ed evidente le vanità e le falsità di tutte le divinità e di tutte le religioni del mondo, affinché sia diretto ai suoi parrocchiani dopo la sua morte e per essere usata da loro e da tutti i loro simili quale testimonianza di verità.
Il testo si apre con una premessa in cui Meslier chiede perdono ai parrocchiani per aver insegnato cose che reputava false:
Molte volte sono stato sul punto di ribellarmi pubblicamente e aprire i vostri occhi, ma un timore superiore alle mie forze mi ha sempre trattenuto e mi ha obbligato al silenzio sino alla morte.»
La critica di Meslier, diversamente da altre, oltre a contrapporre al Vangelo il confronto con altre fonti storiche ed i reperti archeologici del tempo, si svolge tutta nei confronti dei testi biblici ed, in particolare, si focalizza sui Vangeli e sulla verità storica del testo, entrando in parte nel merito teologico e non toccando altri libri della Bibbia, se non marginalmente; ma vengono anche teorizzati il comunismo e il materialismo ateo. Inoltre il parroco conia il termine derisorio cristicoli.
Meslier, con citazioni precise, tratte dalla traduzione ufficiale della Bibbia proposta dalle comunità cristiane, evidenzia contraddizioni interne ai passi evangelici.
Esse riguardano, tra l'altro, il numero e i nomi degli apostoli, il racconto della nascita ed infanzia di Gesù secondo Matteo e Luca, l'esistenza di una persecuzione da parte di re Erode, la durata della predicazione di Gesù, giorni e luogo dell'Ascensione; dunque eventi fondamentali della vita del Messia.
Il testamento di Jean Meslier si articola in otto parti fondamentali:
1. Le religioni sono soltanto invenzioni umane, piene di errori e di sciocchezze.
2. La fede, "credenza cieca", è solo un principio di errore e di impostura.
3. Falsità delle presunte visioni e rivelazioni divine.
4. Vanità e falsità delle presunte profezie dell'Antico Testamento.
5. Errori della dottrina e della morale della religione cristiana.
6. La religione cristiana autorizza le prepotenze e la tirannia dei grandi.
7. Falsità della presunta esistenza della divinità.
8. Falsità dell'idea della spiritualità e dell'immortalità dell'anima.

Oltre che la Chiesa, la religione, Dio e la figura di Gesù, nel mirino del testamento di Meslier ci sono la monarchia, l'aristocrazia, l'Ancien Régime, l'ingiustizia sociale, il matrimonio e la sua indissolubilità e la morale cristiana del dolore: in esso si professa una sorta di comunismo anarchico ante litteram ed una filosofia irreligiosa. Vi sono inoltre due capitoli in difesa degli animali e dei loro diritti, che ridicolizzano le tesi di Cartesio per quanto riguarda la sua visione degli animali come macchine non capaci di provare dolore e sentimenti; le tesi di Meslier in favore del mondo animale, insieme ad altre parti del libro,  furono apprezzate e riprese da Voltaire.
Meslier scende anche sul campo della teologia e della metafisica, postulando l'eternità della materia, e attaccando poi l'apologetica e i suoi classici motivi di credibilità della religione cristiana (virtù a cui porterebbe la religione, fermezza dei martiri, profezie e miracoli).
(Testamento, I)

Sul finire del Testamento Meslier scrive: 
Fu spesso tacciato di essere un pensatore rozzo, sprovvisto di basi teoriche notevoli, che non avrebbero superato la conoscenza della Bibbia e di Padri della Chiesa come Agostino d'Ippona. La sua cultura filosofica non era eccelsa, ma aveva una buona conoscenza di pensatori e scrittori come Platone, Aristotele, Epicuro, Tito Livio, Tacito, Seneca, Flavio Giuseppe, Plutarco, Giulio Cesare Vanini, Fénelon, Michel de Montaigne, Pascal, Pierre Bayle, Tommaso d'Aquino, Nicolas Malebranche e Cartesio, appresi sia durante i suoi studi in seminario sia negli studi personali (non sappiamo se lesse opere di Spinoza, anche se sembra conoscere la sua filosofia e sembra citarlo); quasi tutti i libri di questi autori erano nella sua biblioteca. 
Pur essendo un pensatore isolato ed autodidatta, per quanto riguarda il razionalismo, i suoi apporti per un nuovo orizzonte materialistico ed ateo sono comunque importanti. A parte Montaigne, Vanini e Bayle, egli non possedeva molti dei libri diffusi clandestinamente o no nelle cerchie del libertinismo e della filosofia laica, spesso all'Indice dei libri proibiti, quali Hobbes, l'Ethica di Spinoza, Machiavelli, Cyrano de Bergerac, Gassendi, Cardano, Campanella, More, Newton, Locke o Fontenelle, poiché rari e molto costosi, né aveva i testi di esegesi biblica critica di Richard Simon.
(Giuseppe Ricuperati)
Meslier attacca oltre al cristianesimo (in misura maggiore per ovvi motivi essendo un prete in un paese fortemente cattolico), anche l'ebraismo, il politeismo e l'islam.
(Jean Meslier)

## L'appello per la giustizia sociale
Per capire bene in che cosa consista il pensiero filosofico di Meslier è necessaria un'analisi attenta dei passi dove la pars destruens, la lotta al cristianesimo e all'aristocrazia, si fa pars construens e propositiva di un nuovo modello sociale, basato sul riscatto delle classi umili contro i soprusi di due classi dominanti e parassite, l'aristocrazia e il clero. Nel caso non fosse possibile altrimenti, per lui, molto più radicale degli illuministi e perciò precursore della rivoluzione francese, qualora con mezzi pacifici non si riuscisse a ottenere la giustizia sociale, divengono perfettamente leciti il regicidio e la rivoluzione.
La tesi centrale di Meslier è che la religione nasce dalla paura e i tiranni se ne servono per imporre il proprio potere: idealizzando la sofferenza, la povertà e il dolore e condannando il piacere, la religione - in particolare quella cristiana - disarma gli uomini e li lascia alla mercé dei soprusi del potere. Invece in natura tutti gli uomini sono uguali ed a loro appartengono i beni e la terra che lavorano. Monarchi, nobili e sacerdoti sono parassiti che il popolo deve abbattere per riappropriarsi della terra. Inoltre, tutto quanto avviene nella storia non può né deve essere attribuito a Dio, in quanto solo la natura, eterna e già di per sé perfettamente regolata, basta a spiegare i mutamenti.

## Alcune contestazioni al Vangelo

### Nazaret e Betlemme
I racconti di Luca dicono che Gesù nacque a Betlemme, in Giudea. Spesso Gesù è detto "Gesù di Nazaret": sulla carta geografica Nazaret, in Galilea, dista diversi giorni di cammino da Betlemme, oltre al fatto che c'è una notevole discrepanza tra gli anni effettivi del censimento di Quirino, ordinato da Augusto; questo sarebbe una mistificazione per far combaciare il racconto con la profezia di Michea.
È inoltre ancora in voga tra alcuni studiosi sostenitori del mito di Gesù, l'ipotesi che l'attuale Nazaret non sarebbe il paese omonimo descritto dai Vangeli: addirittura un paese con questo nome non sarebbe nemmeno esistito all'epoca della nascita di Gesù. Meslier sostiene che nazareno era in origine scritto minuscolo, poiché riferito ad un termine comune ("nazaret"), mentre la fondazione della città sarebbe successiva. A dimostrazione della non corrispondenza tra la Nazaret attuale e quella dei vangeli sarebbe la mancanza del dirupo citato nel vangelo di Luca (4,16-28).
In tempi moderni, sulla base dell'intuizione di Meslier, Afanasij Ivanovič Bulgakov, studioso russo e padre di Michail Bulgakov che ne riprese la teoria in un romanzo, avanzò l'ipotesi che Gesù provenisse invece da Gamala, cittadina del Golan che corrisponderebbe meglio alla descrizione evangelica. Questa tesi fu divulgata la prima volta da Daniel Massé e dallo storico e prete scomunicato Joseph Turmel.
Il saggista autodidatta italiano Luigi Cascioli e altri studiosi mitisti anticlericali hanno sostenuto negli anni 2000 che il collegamento con Nazaret sarebbe stato introdotto successivamente dagli evangelisti per far combaciare la vita di Gesù con le profezie, e l'appellativo "Nazareno" avrebbe avuto un altro significato, ovvero maestro degli Esseni (nazir/nazoreo), oppure Nazireo, per farlo combaciare con la profezia "sarà chiamato nazareno", in realtà distorsione della vera profezia: "sarà chiamato nazireo", riferita a Sansone.

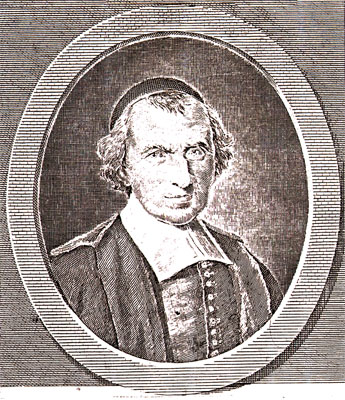
Incisione raffigurante Jean Meslier, probabilmente postuma

### I fratelli di Gesù
Meslier, in contrasto con il dogma cattolico, asseriva che Giacomo fosse stato fratello, non cugino, di Gesù.
La parola greca adelphos usata nel testo biblico, viene tradotta con il significato di "fratello", ma presenta possibili traduzioni differenti. Specialmente in ambito cristiano, infatti, può indicare una fratellanza spirituale più che carnale. I significati delle parole che compaiono nei passi biblici sono spesso evidenziati a parte, con riferimento alla fonte, trattandosi di testi della tarda grecità e traduzioni in una lingua popolare non sempre corretta.

### Barabba e Gesù
Barabba, per la Bibbia proposta dalla Chiesa, era un ladrone qualunque di cui la folla avrebbe chiesto la liberazione a Ponzio Pilato al posto di Gesù, come usava nella Pasqua.
Barabba in realtà significa "Figlio del padre" (in alcuni passi della Bibbia ufficiale Gesù dice "Abbà", Padre!, che sarebbe la traduzione del termine ebraico; circa un secolo dopo i romani sedarono una rivolta per un tale Simon Bar Kokheba, ossia Simone, "Figlio della Stella", che gli ebrei considerarono il Messia di cui parlavano i profeti dell'Antico Testamento).
La Giudea era soggetta a continue rivolte ed era una delle regioni più difficili da controllare dell'impero romano.
Gli ebrei attendevano un Messia inviato da Dio per liberare il Popolo Eletto dalla dominazione romana.
Gesù aveva deluso le loro aspettative e la folla era inferocita perché non aveva trovato in lui un liberatore. Barabba era il Messia secondo una parte degli Ebrei come altri che si dicevano il Messia durante la vita di Gesù. Anche ad essi si riferiscono i passi in cui Gesù raccomanda di guardarsi dai falsi profeti.
Gli ebrei erano divisi in sette che divergevano su chi fosse il vero Messia, quale uomo sostenere come liberatore del popolo ebraico.
I Vangeli spiegano questo fatto dicendo che il Regno di Gesù non era in questa terra, ma nei Cieli ma gli ebrei attendevano quel Regno su questa terra come un riscatto dalle condizioni materiali in cui viveva la Giudea.

### La guarigione del sordomuto
Un altro riferimento diretto a passi evangelici riguarda l'episodio della guarigione del sordomuto. A questo proposito Meslier chiosa: «durante la guarigione del sordomuto, di cui si parla in san Marco, è stato detto che Gesù agì in un modo quanto meno bizzarro; dopo avergli messo le sue dita nelle orecchie e avergli sputato, gli tirò la lingua; poi volgendo gli occhi al cielo, fece un gran sospiro e gli disse: epheta».;
Il passo a cui si fa riferimento è:
Le due citazioni mostrano in un certo senso l'importanza della traduzione. Nel secondo caso, la traduzione non porrebbe, secondo i critici di Meslier, un accento "grottesco" su quei particolari che portano Meslier a questo giudizio. Tra l'altro, non compare il particolare della "tirata di lingua", che forse era presente nelle traduzioni bibliche al tempo di Meslier.

## Portavoce dell'ateismo

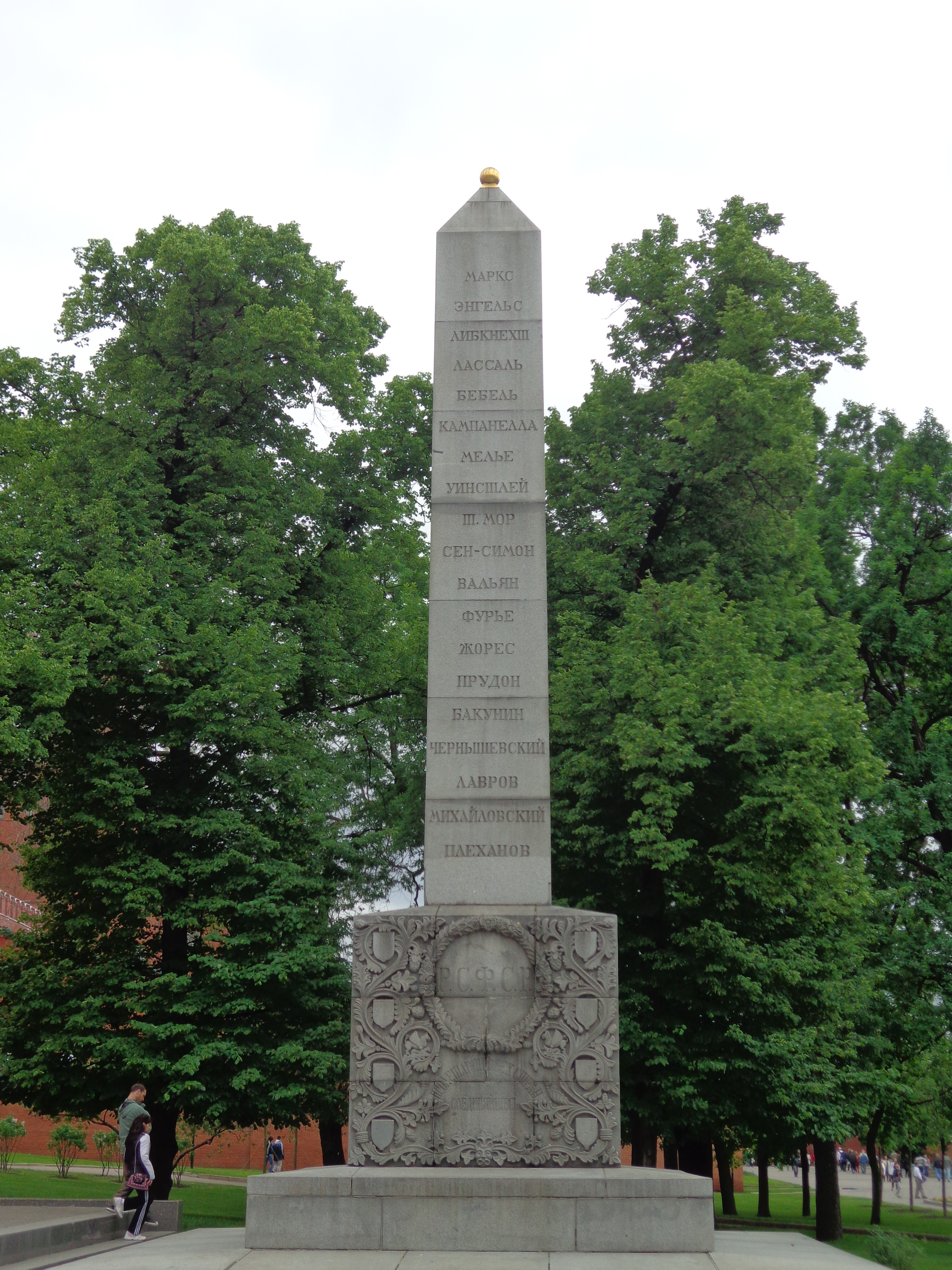
Obelisco nei giardini di Alessandro a Mosca. Inaugurato nel 1914 per commemorare i 300 anni della dinastia Romanov, durante la Rivoluzione russa venne danneggiato, poi ricostruito e sopra vi furono incisi i nomi di precursori del socialismo e dell'ateismo marxista-leninista, tra i quali quello di Jean Meslier, al posto di quelli di re e figure storiche dei Romanov. L'obelisco è stato restaurato con l'aspetto originale nel 2013

Molte delle tesi religiose di Meslier verranno riprese in primis dal barone d'Holbach, da Diderot, Helvétius e La Mettrie. Il passo seguente viene ripreso in maniera molto simile da d'Holbach in uno dei suoi libri anonimi, Il buon senso: «I selvaggi, come tutti gli ignoranti, attribuiscono a qualche "spirito" tutti gli effetti dei quali, per la loro inesperienza, non riescono a rintracciare le vere cause. Chiedete a un selvaggio che cosa fa muovere il vostro orologio: vi risponderà: "Uno spirito". Chiedete ai nostri savi che cosa fa muovere l'universo: vi risponderanno: "Uno spirito"». Sia d'Holbach che il suo collaboratore stretto, Naigeon, conoscevano bene il Testamento, e alcune edizioni del Buon senso sono corredate dalla versione ridotta del volume di Meslier (con il titolo Il buon senso del curato Meslier).
Durante la Rivoluzione francese, le sue idee politiche verranno fatte proprie dagli Enragés (anche se il loro leader, il prete costituzionale Jacques Roux, non era ateo), da Jacques-René Hébert e dai suoi seguaci, gli hébertisti, e da Sylvain Maréchal, amico e ispiratore di Gracco Babeuf.
Durante il tentativo di scristianizzazione della Francia il deputato giacobino ateo Anacharsis Cloots propose l'erezione di un monumento a Meslier da realizzare a Parigi. Nel 1792 avvenne la prima pubblicazione completa, autorizzata dallo Stato, del Testamento, unito nuovamente dall'editore a Le bon sens di d'Holbach (anonimo), dando origine all'equivoco durato per quasi tutto il XIX secolo che il curato fosse autore anche del secondo testo. Oltre a Marx, egli ispirò Proudhon, Bakunin, de Sade e altri.
Nel suo Trattato di ateologia, il filosofo francese Michel Onfray considera Meslier il primo vero filosofo ateo della storia, anche precedente di pochi decenni a Julien Offray de La Mettrie. L'autore pone l'accento sulla differenza fra il pensiero del curato e quello di altri filosofi considerati, a torto, atei quali Epicuro, Teodoro l'Ateo, Lucrezio, Baruch Spinoza, ecc.: mentre questi ultimi affermano l'esistenza di una o più entità divine, anche se composte da atomi o perfettamente coincidente con la Natura, Meslier confuta radicalmente l'esistenza di qualsiasi divinità o essere trascendente, e a ciò accompagna la critica di tutte religioni in generale e del cristianesimo in particolare. Secondo Onfray, dunque, è dall'apertura del Testamento che si può iniziare a parlare di ateismo filosofico senza possibilità di contestazione.

## Opere
- Œuvres complètes, a cura di Jean Deprun, Roland Desné et Albert Soboul, Parigi, Anthropos, 1970-1972, 3 volumi.
- Il Testamento, a cura di I. Tosi Gallo, Rimini-Firenze, Guaraldi 1972.

## Cultura di massa

### Canzoni
- Antonio Virgilio Savona, Il testamento del parroco Meslier

### Film
- Τhe Will of Father Jean Meslier (2009) di Dimitris Kollatos

### Letteratura
- Meslier viene citato dallo scrittore francese Anatole France in uno dei suoi maggiori romanzi, "La rivolta degli angeli", a proposito del noto e controverso testamento e dell' "atto di accusa contro i privilegiati, rimasto apparentemente senza eco per mezzo secolo" (Firenze, Sansoni Editore, 1966, pag.295, nota).